# Andalucía (ort)
Andalucía är en ort i Colombia.   Den ligger i departementet Valle del Cauca, i den centrala delen av landet, 240 km väster om huvudstaden Bogotá. Andalucía ligger 958 meter över havet och antalet invånare är 17 432.
Terrängen runt Andalucía är huvudsakligen platt, men söderut är den kuperad. Runt Andalucía är det ganska tätbefolkat, med 108 invånare per kvadratkilometer. Närmaste större samhälle är Tuluá, 10,1 km söder om Andalucía. Omgivningarna runt Andalucía är en mosaik av jordbruksmark och naturlig växtlighet.